# Eblisia
Eblisia är ett släkte av skalbaggar. Eblisia ingår i familjen stumpbaggar.

## Dottertaxa tillEblisia, i alfabetisk ordning[1]
- Eblisia bennigseni
- Eblisia bicincta
- Eblisia breve
- Eblisia calceata
- Eblisia cavipyga
- Eblisia celebia
- Eblisia compta
- Eblisia convexa
- Eblisia crassa
- Eblisia desbordesi
- Eblisia discordans
- Eblisia dorsale
- Eblisia exortiva
- Eblisia fossipyga
- Eblisia guinense
- Eblisia hobbyi
- Eblisia infans
- Eblisia integra
- Eblisia jacobsoni
- Eblisia lunatica
- Eblisia madurense
- Eblisia maori
- Eblisia miripuncta
- Eblisia molesta
- Eblisia monticola
- Eblisia mutilata
- Eblisia nairii
- Eblisia obliqua
- Eblisia ovulum
- Eblisia pagana
- Eblisia puella
- Eblisia pulsata
- Eblisia punctipyga
- Eblisia pygmaea
- Eblisia sauteri
- Eblisia scaliforme
- Eblisia sociale
- Eblisia speculipyga
- Eblisia sulcicauda
- Eblisia sumatrana
- Eblisia sundae
- Eblisia tenuipes
- Eblisia tonkinense
- Eblisia trucidans
- Eblisia variistria
- Eblisia vitalisi